# Сарычевский
Сарычевский —  хутор  в Кумылженском районе Волгоградской области России. Входит в состав  Кумылженского сельского поселения. Население 127 чел. (2010).

## История
До 2005 года входил в состав Красноармейского сельсовета.
В соответствии с Законом Волгоградской области от 14 февраля 2005 года № 1006-ОД «Об установлении границ и наделении статусом Кумылженского района и муниципальных образований в его составе» хутор вошёл в состав образованного Кумылженского сельского поселения.

## География
Расположен в  западной части региона, в лесостепи, в пределах Хопёрско-Бузулукской равнины, являющейся южным окончанием Окско-Донской низменности, у рек Старый Хопёр и Протока.
Уличная сеть состоит из пяти географических объектов: ул. Воргунка,  ул. Заречная,  ул. Зеленая,  ул. Островок,  ул. Песчанка.
Абсолютная высота 70 метров над уровнем моря.

## Население
| 2010 |
| ---- |
| 127  |

Гендерный состав
По данным Всероссийской переписи населения 2010 года в гендерной структуре населения из 127 человек мужчин — 65, женщин — 62 (51,2 и 48,8% соответственно).
Национальный состав
Согласно результатам переписи 2002 года, в национальной структуре населения
русские составляли 89  % из общей численности населения в 115  чел. .

## Инфраструктура
Почтовое отделение (ул. Песчанка, 50).
Ведётся газификация хутора. Строительство газопровода в х. Сарычевский включено в областную целевую программу «Газификация Волгоградской области на 2013—2017 годы»
Развитое сельское хозяйство. Личное подсобное хозяйство.

## Транспорт
стоит на автодороге муниципального значения. Просёлочные дороги.